# Річард Сіммонс
Мілтон Тіґл «Річард» Сіммонс (англ. Milton Teagle "Richard" Simmons; 12 липня 1948 — 13 липня 2024) — американський інструктор з фітнесу, радіоведучий, актор, танцюрист, співак, комік, і продюсер. Він просуває програми зі зниженню ваги, в першу чергу, завдяки його відео «Аеробіка». Відомий своєю ексцентричністю, а також роботою з Розалією Бредфорд, яка двічі була занесена в Книгу рекордів Гіннесса як найтовстіша в світі, а потім, як жінка, яка сильно схудла.

## Життєпис
Мілтон Тіґл Сіммонс народився 12 липня 1948 року в Новому Орлеані. Навчався в рідному місті в школі брата Мартіна. З малих років страждав від ожиріння і до моменту закінчення середньої школи мав вагу близько 120 кілограм.
Після школи Сіммонс деякий час займався продажем сировини для виробництва цукрової карамелі і готувався стати священиком, але несподівано змінив свої плани і вступив до Університету Південно-Західної Луїзіани. Незабаром він перевівся до Університету штату Флорида, а звідти, за програмою обміну студентами, у Флорентійський університет, який закінчив зі ступенем бакалавра мистецтв.
Після повернення до Сполучених Штатів Америки він оселився в Нью-Йорку, де змінив кілька професій. Потім він переїхав в Лос-Анжелес, де влаштувався офіціантом в ресторан «Maître d'». У той час він і почав розробляти способи схуднення, які пробував на собі. Скинувши 56 кілограм Сіммонс, натхненний успіхом, почав свою карколомну кар'єру в області схуднення, відкривши тренажерний зал під назвою «Slimmons» в Беверлі-Хіллз, штат Каліфорнія. Він став широко відомий завдяки показу на телебаченні і популярності поданих ним споживчих товарів. Його часто пародіюють і він був частим гостем пізніх нічних теле і радіо передач, таких як «Пізніше шоу з Девідом Леттерманом» і шоу Говарда Стерна. В результаті Мілтон Тіґл «Річард» Сіммонс створив цілу імперію з продажу самих різних засобів і методів для зменшення ваги, включаючи книги, тематичні буклети та брошури, аудіо та відео курси, і всілякі БАДи.
Сіммонс продовжував пропагувати здоровий спосіб життя і фізичні вправи протягом усього своєї багаторічної кар'єри, а потім розширив свою діяльність, включивши в неї і участь в політичному житті країни. Останнє особливо яскраво проявилося в 2008 році, коли він активно виступав на підтримку законопроєкту, що забороняє неконкурентне фізичне виховання в державних школах в рамках програми «No Child Left Behind Act».

## Cімейне життя
До березня 2016 року, після того, як він не з'являвся на публіці з лютого 2014 року, в засобах масової інформації стали з'являтися різні чутки і виражалося явне занепокоєння з приводу його здоров'я. Однак ті, хто був з ним в контакті (включаючи Департамент поліції Лос-Анджелеса), сказали, що з ним все в порядку і він просто вирішив вибрати менш публічне життя.
В даний час Мілтон Тіґл «Річард» Сіммонс проживає в Голлівуді з трьома далматинцями і двома служницями, що, укупі з тим, що він ніколи не був одружений, підігріває в жовтій пресі чутки про сумнівну сексуальну орієнтацію Сіммонса.